# Брамеї
Брамеї (Brahmaeidae) — родина ряду лускокрилих (Lepidoptera), відомі як Метелики Брагмана.

## Різноманітність
Родина складається з 7 родів та понад 40 видів.

## Роди
- Acanthobrahmaea
- Brachygnatha
- Brahmaea
- Brahmidia
- Calliprogonos
- Dactyloceras
- Lemonia
- Sabalia
- Spiramiopsis